# 記号として/‘I’ Novel
「記号として/‘I’ Novel」（きごうとして/アイノベル）は、RADWIMPSの通算18枚目のシングル。2015年11月25日にユニバーサルミュージックのレーベル、EMI Records から発売された。

## 概要
前作「ピクニック」から約5か月ぶりのリリースとなる。2015年11月25日にCDとして発売され、12月23日にはアナログレコードとして発売された。アナログレコードは180g重量盤で、CDと同内容を収録。なお、RADWIMPSがアナログレコードを発売するのは初めてである。また、CDのリリースに先駆け、10月9日に「‘I’ Novel」の先行配信が開始された。また、本作はドラムの山口智史が無期限休養期間に入る前の最後の作品となった。
初回生産分には、入力することで期間限定のスペシャルサイトにアクセスできるシリアルコードが封入された。このサイトでは、2015年10月に行われた海外ツアーのデジタルフォトギャラリーや、アートディレクターのYOSHIROTTENが手がけた「記号として/‘I’ Novel」のデジタルブックレットを閲覧できる。また、抽選で10名にメンバー3人の直筆サインが入ったメジャーデビューシングル「25コ目の染色体」のジャケットのオリジナルプリントがプレゼントされる。
「‘I’ Novel」は、東京メトロのキャンペーン「Find my Tokyo.」の第3弾CM「『私を惹きつける池袋』篇」のCMソングとして書き下ろした楽曲である。また、このCMにはボーカルの野田洋次郎も出演している。
10月8日にはTOKYO FM系列のラジオ番組「SCHOOL OF LOCK!」にて「‘I’ Novel」が、11月2日にはFM802のラジオ番組「ROCK KIDS 802」にて「記号として」が初オンエアされた。

## ミュージック・ビデオ
記号として
監督：大久保拓郎 / 製作：SEP,inc.
天地が歪んだアンバランスな世界で、アグレッシブなプレイを披露するRADWIMPSの姿が捉えられている。2015年12月22日にYouTubeで公開された。監督は前作「会心の一撃」に引き続き、大久保拓朗が担当した。

## 収録内容
| 全作詞・作曲: 野田洋次郎、全編曲: RADWIMPS。 |                    |            |            |      |
| #                                            | タイトル           | 作詞       | 作曲・編曲 | 時間 |
| 1.                                           | 「記号として」     | 野田洋次郎 | 野田洋次郎 | 5:13 |
| 2.                                           | 「‘I’ Novel」      | 野田洋次郎 | 野田洋次郎 | 6:05 |
| 3.                                           | 「お風呂あがりの」 | 野田洋次郎 | 野田洋次郎 | 4:03 |
| 合計時間:                                    | 合計時間:          | 15:21      |            |      |